# Tajni rat Srbije
Tajni rat Srbije. Propaganda i manipuliranje poviješću knjiga je američkog povjesničara Philipa J. Cohena, objavljena na hrvatskom u izdanju "Ceres", Zagreb, 1997. Prevela s engleskoga: Ana Rudelić. Bilješkama popratio: Anto Knežević. (Serbia's Secret War. Propaganda and the Deceit of History, Texas A&M University Press, College Station, 1996.)

## Sadržaj knjige
- Bilješka Stjepana G. Meštrovića, urednika američkog izdanja
- Predgovor Davida Riesmana
- Proslov
- Poglavlja:
  - 1. Korijeni srpskog fašizma
  - 2. Srpska država 1941-1944.
  - 3. Umiješanost Srba u Holokaust
  - 4. Kolaboracija i pokret otpora u Hrvatskoj i Bosni i Hercegovini
  - 5. Srpski povijesni revizionizam i holokaust.
- Pogovor
- Dodatak A: Potpisnici Apela srpskom narodu
- Dodatak B: Članovi kolaboracijskih vlada
- Opaske (55 stranica)
- Bibliografija (19 stranica)

## Osnovne teze
Cohen ističe da »zapanjuju sličnosti između srpske povijesti u Drugom svjetskom ratu i suvremenih događaja«. Svojom knjigom on popunjava prazninu u istraživanjima o povijesti Srbije u Drugom svjetskom ratu na engleskom jeziku, koja nisu dostatna. Zbog toga je stvarna povijest često zasjenjena mitologijom koja prikazuje Srbe kao sinonim za protunacistički otpor, a Hrvate i bosanske muslimane kao sinonime za pronacističku kolaboraciju. 
Suprotno tom mitu, glavnina srpskog političkog, intelektualnog i vjerskog vodstva naširoko je kolaborirala sa silama Osovine, te sudjelovala u holokaustu protiv židovske zajednice u Srbiji (četnici). Nasuprot tome, u hrvatskoj marionetskoj državi (NDH) ustaški je poredak bio široko odbačen ne samo od Srba, nego i od muslimana i Hrvata, koji su masovno sudjelovali u partizanima. Nakon povlačenja Nijemaca iz Srbije, kaže Cohen, desetine tisuća tamošnjih četnika pristupilo je partizanima, što je pridonijelo i pokolju zarobljenih kod Bleiburga: jedan od razloga zašto je Tito dozvolio taj pokolj bio je zadovoljiti »srpski nagon za puštanjem krvi« i tako pojačati privrženost Srbije komunističkom pokretu.

## Ocjene Cohenovog rada
U Bilješci urednika američkog izdanja uz knjigu Tajni rat Srbije Stjepan G. Meštrović piše: »U suglasju s Hannom Arendt, Erichom Frommom i ostalima koji su raščlanjivali "um zločinaca" u vremenu nacizma, Cohen baca svjetlo na racionalizacije srpskih intelektualaca i ratnih zločinaca poput Radovana Karadžića te pomaže objasniti pojavu masovne srpske potpore genocidu. Ali povrh toga, u suprotnosti s ranijim razmatranjima genocida, Cohenov rad nastoji proučiti razloge zbog kojih su zapadni intelektualci pretežno prihvatili racionalizacije genocida koje su ponudili optuženi srpski ratni zločinci.« 
Meštrović primjećuje da su povjesničari i drugi intelektualci propustili dati takva tumačenja, pa to čini Cohen, koji dolazi iz posve druge struke; glavna otkrića u mnogim znanostima često su bila zasluga autsajdera, koji mogu biti slobodni od predrasuda i paradigmi koje nerijetko sputavaju objektivnost u bilo kojoj profesiji. 
U predgovoru knjizi slavni sociolog David Riesman, profesor emeritus društvenih znanosti na Sveučilištu Harvardu, ističe: »Suvremenog će čitatelja zapanjiti otkriće da su naziv etničko čišćenje upotrebljavali srpski nacionalisti i prije sadašnjih napada na Hrvatsku i Bosnu i Hercegovinu.«
Britanska državnica Margaret Thatcher o knjizi je rekla:

## Vanjske poveznice
- "Philip Cohen – što je ‘Tajni rat Srbije’ otkrio svijetu o genocidnosti susjedne države?", prezentacija kod "Narod.hr"